# Pullosquilla litoralis
Pullosquilla litoralis is een bidsprinkhaankreeftensoort uit de familie van de Nannosquillidae. De wetenschappelijke naam van de soort is voor het eerst geldig gepubliceerd in 1971 door Michel & Manning.